# 福井県道116号徳光福井線
福井県道116号徳光福井線（ふくいけんどう116ごう とくみつふくいせん）は福井県福井市内を結ぶ一般県道である。

## 路線概要
福井市南部と福井市中心部を効果的に結ぶ役割を担う県道である。混雑する国道8号や福井県道229号福井鯖江線を避け、比較的スムーズに福井市街地へ入ることができる路線である。福井市内を網の目上に指定された県道の一本であるが、終点付近では板垣橋通りと呼ばれており市内の中心的な道路の一本として認識されている。
新道は現道と同じく福井市徳光町起点ではあるが約400 m西側にある福井県道208号徳光鯖江線の起点と同一地点とし、河川築堤や農道の拡張を主体とした整備が行われ、2024年3月には既存部分を含めると同市下細江町の福井県道181号東郷麻生津線交点まで供用となった。将来的にはそれより北へ、六条駅西側、福井県立図書館西側を経て足羽川を渡河し同市和田中町付近で国道158号と接続する計画であり、現道とは大きく異なる経路をとり、北陸自動車道福井ICと運送業拠点や自動車販売店の多い福井市南部との間で市街地（特に国道158号起点で国道8号南行1車線側道へのトレーラーの左折が鋭角のため注意を要する西方交差点）を経ず結ぶこととなる。

### 路線データ
- 起点：福井県福井市徳光町
- 終点：同市西方一丁目

## 道路状況
起点から重複区間までは田園地帯を貫通し、比較的交通量も少ない一般的な県道である。しかし重複区間以降は格段に交通量が増え、市街地の県道としての顔が出てくる二面性のある県道である。板垣橋通りの区間と重複区間の間が最も混雑するため、市街地を目指すなら重複から離れずそのまま国道8号で市街地に入ったほうが時間的に短縮できると考えられる県道である。

## 別名
- 板垣橋通り（福井市）

## 接続路線
現道
- 福井県道32号清水美山線（福井市徳光町、起点）
- 本路線新道（福井市上細江町）
- 福井県道181号東郷麻生津線（福井市上河北町）
- 国道8号（福井バイパス：福井市下馬三丁目・産業会館交差点 -＜重複＞- 同市下馬二丁目・板垣交差点）
- 福井県道180号東郷福井線（福井市下馬二丁目・板垣交差点 -＜重複＞- 同市板垣四丁目）
- 福井県道242号勝見稲津線（福井市西方一丁目・板垣橋北詰）
- 福井県道178号篠尾出作線（福井市西方一丁目）- スロープ直下で立体交差し直接繋がっていない。終点から淵上志比口線を利用。歩行者は板垣橋から交差部地平へ堤防階段 - 市道経由でも接続。
- 福井県道179号淵上志比口線（福井市西方一丁目、終点）

新道
- 福井県道208号徳光鯖江線（福井市徳光町、起点）
- 福井県道32号清水美山線（福井市徳光町、起点）
- 本路線現道（福井市上細江町）
- 福井県道181号東郷麻生津線（福井市下細江町、終点）

## 沿線
- 福井県産業会館
- 福井厚生病院
- 福井県生活学習館